# جايسون غولدبرغ
جايسون غولدبرغ (بالإنجليزية: Jason Goldberg)‏ هو منتج تلفزيوني ومنتج أفلام وكاتب سيناريو أمريكي، ولد في 1972 في بل أير ‏ في الولايات المتحدة.

## وصلات خارجية
- جايسون غولدبرغ على موقع IMDb (الإنجليزية)
- جايسون غولدبرغ على موقع ألو سيني (الفرنسية)
- جايسون غولدبرغ على موقع أول موفي (الإنجليزية)
- جايسون غولدبرغ على موقع قاعدة بيانات الأفلام السويدية (السويدية)
- جايسون غولدبرغ على موقع قاعدة بيانات الفيلم (الإنجليزية)
- جايسون غولدبرغ على موقع كينوبويسك (الروسية)